# Discografia de César Menotti & Fabiano
A discografia da dupla sertaneja César Menotti & Fabiano é composta por 5 álbuns de estúdio, 8 álbuns ao vivo, 1 álbum de compilação e 3 Extended plays (EP). Já venderam quase 2 milhões de cópias na carreira. 

## Álbuns

### Estúdio
| Título                  | Detalhes |
| ----------------------- | --- |
| César Menotti & Fabiano | - Lançamento: 2004 - Formato: CD - Gravadora: Caravelas - Vendas: + 15.000                                             |
| .com você               | - Lançamento: 18 de setembro de 2007 - Formatos: CD, download digital - Gravadora: Universal Music - Vendas: + 200.000 |
| Memórias Anos 80 & 90   | - Lançamento: 21 de julho de 2014 - Formatos: CD, LP, download digital - Gravadora: Som Livre - Vendas: + 50.000       |
| Os Menotti no Som       | - Lançamento: 1 de abril de 2016 - Formatos: CD, download digital - Gravadora: Som Livre - Vendas: + 15.000            |
| Não Importa o Lugar     | - Lançamento: 9 de março de 2018 - Formatos: CD, download digital - Gravadora: Som Livre - Vendas: + 4.000             |
| Menotti's Pop Vol. 1    | - Lançamento: 1 de outubro de 2021 - Formatos: Download digital - Gravadora: Som Livre                                 |
| Menotti's Pop Vol. 2    | - Lançamento: 26 de novembro de 2021 - Formatos: Download digital - Gravadora: Som Livre                               |

### Ao vivo
| Título                          | Detalhes |
| ------------------------------- | --- |
| Palavras de Amor - Ao Vivo      | - Lançamento: 2005 - Formatos: CD, DVD, download digital - Gravadora: Universal Music - Vendas: CD + 350.000 / DVD + 700.000                   |
| Voz do Coração - Ao Vivo        | - Lançamento: 21 de outubro de 2008 - Formatos: CD, DVD, download digital - Gravadora: Universal Music - Vendas: CD + 100.000 / DVD + 200.000  |
| Retrato - Ao Vivo no Estúdio    | - Lançamento: 21 de abril de 2010 - Formatos: CD, download digital - Gravadora: Universal Music - Vendas: + 100.000                            |
| Ao Vivo no Morro da Urca        | - Lançamento: 22 de janeiro de 2013 - Formatos: CD, DVD, blu-ray, download digital - Gravadora: Som Livre - Vendas: CD + 20.000 / DVD + 20.000 |
| Memórias Anos 80 & 90 - Ao Vivo | - Lançamento: 19 de março de 2015 - Formatos: CD, DVD, download digital - Gravadora: Som Livre - Vendas: CD + 35.000 / DVD + 50.000            |
| Memórias II (Ao Vivo)           | - Lançamento: 12 de maio de 2017 - Formatos: CD, DVD, download digital - Gravadora: Som Livre - Vendas: CD + 10.000 / DVD + 10.000             |
| Os Menotti in Orlando (Ao Vivo) | - Lançamento: 22 de fevereiro de 2019 - Formatos: CD, download digital - Gravadora: Som Livre - Vendas: + 1.000                                |
| Só as Antigas - Live Show       | - Lançamento: 12 de junho de 2020 - Formato: Download digital - Gravadora: Som Livre                                                           |
| Modão dos Menotti               | - Lançamento: 23 de julho de 2021 - Formato: Download digital - Gravadora: Som Livre                                                           |

### Compilação
| Título                                | Detalhes                                                                              |
| ------------------------------------- | ------------------------------------------------------------------------------------- |
| Maluco Por Você - Os Maiores Sucessos | - Lançamento: 2011 - Formatos: CD, DVD, download digital - Gravadora: Universal Music |

## Singles

### Como artista principal
| 2005                                                                                    | "Caso Marcado"                          | 40 |             | Palavras de Amor - Ao Vivo    |
| 2006                                                                                    | "Leilão"                                | 7  | - : Platina | Palavras de Amor - Ao Vivo    |
| 2007                                                                                    | "Como Um Anjo"                          | 31 | - : Ouro    | Palavras de Amor - Ao Vivo    |
| 2007                                                                                    | "Mensagem Pra Ela"                      | 57 |             | Palavras de Amor - Ao Vivo    |
| 2007                                                                                    | "Caso Por Acaso"                        | 5  | - : Ouro    | .com você                     |
| 2007                                                                                    | "www.Volta Pra Mim"                     | 68 |             | .com você                     |
| 2007                                                                                    | "Do Lado Esquerdo"                      | 25 |             | .com você                     |
| 2008                                                                                    | "Ciumenta"                              | 2  |             | Voz do Coração - Ao Vivo      |
| 2008                                                                                    | "Para de Chorar"                        | 15 |             | Voz do Coração - Ao Vivo      |
| 2009                                                                                    | "Tarde Demais"                          | 32 |             | Voz do Coração - Ao Vivo      |
| 2009                                                                                    | "Maluco Por Você"                       | 50 |             | Voz do Coração - Ao Vivo      |
| 2009                                                                                    | "Se o Rei Mandar"                       | 35 |             | Voz do Coração - Ao Vivo      |
| 2010                                                                                    | "Labirinto"                             | 3  |             | Retrato - Ao Vivo no Estúdio  |
| 2010                                                                                    | "Retrato"                               | 21 |             | Retrato - Ao Vivo no Estúdio  |
| 2012                                                                                    | "Se Fosse Eu"                           | 33 |             | Ao Vivo no Morro da Urca      |
| 2012                                                                                    | "Estressada"                            | 21 |             | Ao Vivo no Morro da Urca      |
| 2013                                                                                    | "Dois Corações" (part. Jorge & Mateus)  | 9  |             | Ao Vivo no Morro da Urca      |
| 2013                                                                                    | "Não Era Eu"                            | 5  |             | Ao Vivo no Morro da Urca      |
| 2014                                                                                    | "Mudar Pra Quê?"                        | 42 |             | Não adicionado à nenhum álbum |
| 2014                                                                                    | "Leão Domado"                           | 10 |             | Memórias Anos 80 & 90         |
| 2014                                                                                    | "Mesa 22"                               | 63 |             | Não adicionado à nenhum álbum |
| 2015                                                                                    | "Tô Mal"                                | 4  |             | Os Menotti no Som             |
| 2016                                                                                    | "Cachorro de Rua"                       | 9  |             | Os Menotti no Som             |
| 2017                                                                                    | "Crença ou Religião"                    | 69 |             | Memórias II (Ao Vivo)         |
| 2018                                                                                    | "Disco Arranhado"                       | 21 |             | Não Importa o Lugar           |
| 2019                                                                                    | "Só Mais uma Verdade"                   |    |             | Verdades                      |
| 2020                                                                                    | "Andar de Cima"                         |    |             | Não adicionado à nenhum álbum |
| 2020                                                                                    | "Tá Chorando Por Quê?"                  |    |             | Não adicionado à nenhum álbum |
| 2022                                                                                    | "Aí Cê me Quebra" (part. Gusttavo Lima) | 12 |             | Não adicionado à nenhum álbum |
| "—" denota singles que não entraram nas paradas musicais ou não foram lançados no país. |                                         |    |             |                               |

### Como artista convidado
| 2007                                                                                    | "Vou Doar Meu Coração" (João Bosco & Vinícius part. César Menotti & Fabiano) | 32 | Acústico Pelo Brasil                        |
| 2012                                                                                    | "Baby Fala Pra Mim" (Desejo de Menina part. César Menotti & Fabiano)         | —  | Não adicionado à nenhum álbum               |
| 2012                                                                                    | "Amor Em Dobro" (Ricardo & João Fernando part. César Menotti & Fabiano)      | 35 | Na Mesma Sintonia                           |
| 2015                                                                                    | "Porque Ele Vive" (André Valadão part. César Menotti & Fabiano)              | —  | Não adicionado à nenhum álbum               |
| 2015                                                                                    | "Se Você Voltar" (Bruna Viola part. César Menotti & Fabiano)                 | 36 | Sem Fronteiras                              |
| 2023                                                                                    | "Fogo de Amor" (Daniel part. César Menotti & Fabiano)                        | —  | Daniel 40 Anos: Celebra João Paulo & Daniel |
| 2023                                                                                    | "Fim de Semana" (Daniel part. César Menotti & Fabiano)                       | —  | Daniel 40 Anos: Celebra João Paulo & Daniel |
| "—" denota singles que não entraram nas paradas musicais ou não foram lançados no país. |                                                                              |    |                                             |

### Outras canções nas paradas
| 2007                                                                                    | "Lugar Melhor Que BH/Magia e Mistério" | 16 | Palavras de Amor - Ao Vivo |
| 2007                                                                                    | "A Carta"                              | 92 | Palavras de Amor - Ao Vivo |
| "—" denota singles que não entraram nas paradas musicais ou não foram lançados no país. |                                        |    |                            |

### Singlespromocionais
| Ano  | Título                   | Álbum                                   |
| ---- | ------------------------ | --------------------------------------- |
| 2008 | "Talvez"                 | .com você e trilha sonora de A Favorita |
| 2009 | "Paraíso"                | Trilha sonora de Paraíso                |
| 2009 | "Horóscopo"              | Voz do Coração - Ao Vivo                |
| 2010 | "Labirinto"              | Trilha sonora de Araguaia               |
| 2011 | "É Ruim Que Dói"         | Retrato - Ao Vivo no Estúdio            |
| 2011 | "Sem Céu e Sem Chão"     | Não adicionado à nenhum álbum           |
| 2011 | "Bandido do Amor"        | Não adicionado à nenhum álbum           |
| 2015 | "A Saudade Mata a Gente" | Trilha sonora de Êta Mundo Bom          |
| 2016 | "Gordinha"               | Os Menotti no Som                       |
| 2019 | "Astronauta de Mármore"  | Os Menotti in Orlando (Ao Vivo)         |

## Outras participações
| Ano  | Título                                                | Artista                      | Álbum                                 |
| ---- | ----------------------------------------------------- | ---------------------------- | ------------------------------------- |
| 2007 | "Caçador de Corações"                                 | Gian & Giovani               | Uma História de Sucesso               |
| 2007 | "Olha Amor"                                           | Gian & Giovani               | Uma História de Sucesso               |
| 2009 | "Espaço Sideral"                                      | Paula Fernandes              | Pássaro de Fogo                       |
| 2009 | "Evidências"                                          | Vários artistas              | Um Barzinho, um Violão Sertanejo      |
| 2010 | "Agenda Rabiscada"                                    | Marcelinho de Lima & Camargo | Em Todo Lugar - Na Cidade             |
| 2010 | "Proposta"                                            | Roberto Carlos               | Emoções Sertanejas                    |
| 2011 | "A Minha Vida (My Way)"                               | Chitãozinho & Xororó         | 40 Anos Entre Amigos                  |
| 2012 | "Terra da Paz"                                        | Jammil e Uma Noites          | Jammil Na Real                        |
| 2012 | "Revanche"                                            | Santorine                    | Revanche                              |
| 2012 | "Quem Vai Chorar"                                     | Humberto & Ronaldo           | Eu Vou Contar Pro Cêis                |
| 2014 | "Defeitos Perfeitos"                                  | Fiduma & Jeca                | Pra Quem Veio - Ao Vivo               |
| 2014 | "É Só Eu Melhorar"                                    | João Neto & Frederico        | Ao Vivo em Vitória                    |
| 2014 | "Amargurado"                                          | Michel Teló                  | Bem Sertanejo                         |
| 2015 | "Flor de Goiás"                                       | Henrique & Diego             | Tempo Certo - Ao Vivo em Campo Grande |
| 2015 | "O Presente e o Futuro"                               | Santorine                    | Ao Vivo em Goiânia                    |
| 2016 | "Programa de Casal"                                   | João Bosco & Vinícius        | Céu de São Paulo                      |
| 2018 | "Luz do Amanhecer"                                    | Gilberto & Gilmar            | 40 Anos                               |
| 2019 | "Pot-Pourri: Ladrão de Mulher/A Coisa Tá Feia/Pagode" | Paula Fernandes              | Origens                               |
| 2019 | "Te Amo Sem Querer"                                   | Paula Fernandes              | Origens                               |